# Juan Cruz Kaprof
Juan Cruz Kaprof (Buenos Aires, Argentina; 12 de marzo de 1995) es un futbolista argentino. Juega como delantero y su actual equipo es Quilmes A. C. de la Primera Nacional.

## Trayectoria

### Comienzos
Llegó a las divisiones inferiores de River en 2004 haciendo sus primeros pasos en infantiles. Logró salir campeón en novena y octava y buscará repetir este año en la séptima división.
En la octava división millonaria, formó una gran dupla delantera con Giovanni Simeone, hijo de Diego Simeone, y juntos lograron marcar 37 goles (23 goles Simeone y 14 Kaprof).
Luego de ser uno de los jugadores más destacados de su categoría y ante eventuales acercamientos de clubes europeos con intenciones de llevarlo, los dirigentes del club actuaron rápidamente y en abril del año 2013 decidieron hacerle un contrato al joven delantero que lo liga a River por los próximos tres años con una cláusula de rescisión de 15 millones de euros. De esta manera, se convirtió en uno de los jugadores más jóvenes en firmar su primer contrato profesional en el fútbol argentino.

### River Plate
Realizó su primera pretemporada con River Plate, disputando algunos partidos de preparación frente a equipos salteños: Juventud Antoniana, Central Norte y Gimnasia y Tiro.
Hizo su debut frente a Godoy Cruz en el empate de su equipo por 0-0 correspondiente a la tercera fecha del Torneo Inicial 2013. Kaprof marcó el único gol entre River y el Sevilla que coronaria al millonario como campeón de la Supercopa Euroamericana, oficializada en junio del 2025, que enfrentó al campeón de la Sudamericana y de la Europa League.[cita requerida]
Con River disputó solo 5 partidos anotando 1 gol. Su único gol con la camiseta millonaria se lo marcó a Liniers de Bahía Blanca en un partido correspondiente a los treintaidosavos de final de Copa Argentina sentenciando el 2-0 a las 32 minutos del primer tiempo.[cita requerida]

### Metz
En julio de 2015 al no ser tenido en cuenta por el técnico Marcelo Gallardo la dirigencia decide cederlo al club francés por un año con opción de compra.[cita requerida]

## Selección nacional
Sus grandes actuaciones también lo llevaron a ser parte del plantel de la Selección Argentina sub-16 y sub-17. A pesar de tener 15 años, entrenó con el seleccionado sub-17 dirigido por Oscar Garré y se quedó en las puertas del mundial que se disputó en México.[cita requerida]

### Estadísticas
- Actualizado al último partido disputado el 16 de agosto de 2025

| River Plate Argentina | 1.ª                 | 2013-14             | 1   | 0  | 0  | 0 | 0 | 0 | 1   | 0  | 0    |
| River Plate Argentina | 1.ª                 | 2014                | 2   | 0  | 0  | 0 | 0 | 0 | 2   | 0  | 0    |
| River Plate Argentina | 1.ª                 | 2015                | 1   | 0  | 1  | 1 | 0 | 0 | 2   | 1  | 0.5  |
| River Plate Argentina | Total club          | Total club          | 4   | 0  | 1  | 1 | 0 | 0 | 5   | 1  | 0.2  |
| Metz Francia | 2.ª                 | 2015-16             | 14  | 0  | 4  | 0 | - | - | 18  | 0  | 0    |
| Metz Francia | Total club          | Total club          | 14  | 0  | 4  | 0 | - | - | 18  | 0  | 0    |
| Defensa y Justicia Argentina | 1.ª                 | 2016-17             | 20  | 0  | 2  | 1 | 4 | 0 | 26  | 0  | 0.04 |
| Defensa y Justicia Argentina | 1.ª                 | 2017-18             | 14  | 3  | 3  | 0 | 1 | 0 | 18  | 3  | 0.17 |
| Defensa y Justicia Argentina | Total club          | Total club          | 34  | 3  | 5  | 1 | 5 | 0 | 44  | 4  | 0.09 |
| Atlético Tucumán Argentina | 1.ª                 | 2018-19             | 8   | 0  | 3  | 0 | 0 | 0 | 11  | 0  | 0    |
| Atlético Tucumán Argentina | Total club          | Total club          | 8   | 0  | 3  | 0 | 0 | 0 | 11  | 0  | 0    |
| Arsenal Argentina | 1.ª                 | 2019-20             | 17  | 6  | 2  | 0 | - | - | 19  | 6  | 0.32 |
| Arsenal Argentina | Total club          | Total club          | 17  | 6  | 2  | 0 | - | - | 19  | 6  | 0.32 |
| Lecco · Italia | 3.ª                 | 2020-21             | 9   | 0  | -  | - | - | - | 9   | 0  | 0    |
| Lecco · Italia | Total club          | Total club          | 9   | 0  | -  | - | - | - | 9   | 0  | 0    |
| Liga de Quito · Ecuador | 1.ª                 | 2021                | 11  | 1  | -  | - | 3 | 0 | 14  | 1  | 0.07 |
| Liga de Quito · Ecuador | Total club          | Total club          | 11  | 1  | -  | - | 3 | 0 | 14  | 1  | 0.07 |
| Central Córdoba (SdE) Argentina | 1.ª                 | 2022                | 8   | 0  | 8  | 0 | - | - | 16  | 0  | 0    |
| Central Córdoba (SdE) Argentina | Total club          | Total club          | 8   | 0  | 8  | 0 | - | - | 16  | 0  | 0    |
| Sarmiento (J) Argentina | 1.ª                 | 2023                | 13  | 0  | 5  | 2 | - | - | 18  | 2  | 0.11 |
| Sarmiento (J) Argentina | Total club          | Total club          | 13  | 0  | 5  | 2 | - | - | 18  | 2  | 0.11 |
| Botoșani · Rumania | 1.ª                 | 2023-24             | 12  | 2  | 0  | 0 | - | - | 12  | 2  | 0.17 |
| Botoșani · Rumania | 1.ª                 | 2024-25             | 10  | 0  | 3  | 0 | - | - | 13  | 0  | 0    |
| Botoșani · Rumania | Total club          | Total club          | 22  | 2  | 3  | 0 | - | - | 25  | 2  | 0.08 |
| Quilmes Argentina | 2.ª                 | 2025                | 5   | 1  | 1  | 0 | - | - | 6   | 1  | 0.17 |
| Quilmes Argentina | Total club          | Total club          | 5   | 1  | 1  | 0 | - | - | 6   | 1  | 0.17 |
| Total en su carrera | Total en su carrera | Total en su carrera | 145 | 13 | 32 | 4 | 8 | 0 | 185 | 17 | 0.09 |
| (1) Las copas nacionales se refiere a la Copa Argentina, a la Copa de la Liga Profesional, a la Copa de Francia y a la Copa de Rumania. (2) Media de goles por encuentro. No incluye goles en partidos amistosos. |                     |                     |     |    |    |   |   |   |     |    |      |

## Palmarés

### Campeonatos nacionales
| Título               | Club          | Sede         | Año    |
| -------------------- | ------------- | ------------ | ------ |
| Primera División     | River Plate   | Buenos Aires | F-2014 |
| Supercopa de Ecuador | Liga de Quito | Ecuador      | 2021   |

### Campeonatos internacionales
| Título              | Club        | Sede         | Año  |
| ------------------- | ----------- | ------------ | ---- |
| Copa Sudamericana   | River Plate | Buenos Aires | 2014 |
| Recopa Sudamericana | River Plate | Buenos Aires | 2015 |
| Copa Libertadores   | River Plate | Buenos Aires | 2015 |

### Otros logros
| Ascenso | Club | Sede | Año     |
| ------- | ---- | ---- | ------- |
| Ligue 2 | Metz | Lens | 2015/16 |